# Miss Universo Letonia
Miss Universo Letonia (en letón: Miss Universe Latvija; en inglés: Miss Universe Latvia) es un concurso de belleza nacional en Letonia. Se encarga de seleccionar a la representante del país para el concurso Miss Universo.

## Historia
Entre 2005 y 2006, la empresa SIA Bravo Productions tuvo la licencia de Miss Universo. En 2022, la agencia de modelaje Inga Raduga Model Management adquirió la licencia de Miss Universo, siendo Inga Raduga la directora nacional.

## Ganadoras
: Declarada como ganadora
     : Terminó como finalista
     : Terminó como una de las semifinalistas o cuartofinalistas
     : Terminó como ganadora de premios especiales
| Año                           | Municipio | Miss Universo Letonia | Posición en Miss Universo | Premios especiales |
| ----------------------------- | --------- | --------------------- | ------------------------- | --- |
| 2024                          | Riga      | Maria Vicinska        | No clasificó              | |
| 2023                          | Riga      | Kate Alexeeva         | No clasificó              | Se suponía que Alexeeva participaría en Miss Universo 2022, pero debido a que dio positivo por COVID-19, fue asignada para representar a Letonia en Miss Universo 2023. |
| No compitió entre 2007 y 2022 |           |                       |                           | |
| 2006                          | Ogre      | Sanita Kubliņa        | No clasificó              | |
| 2005                          | Limbaži   | Ieva Kokoreviča       | Top 10                    | |